# Peniophorella odontiiformis
Peniophorella odontiiformis är en svampart som först beskrevs av Boidin & Berthier, och fick sitt nu gällande namn av K.H. Larss. 2007. Peniophorella odontiiformis ingår i släktet Peniophorella, klassen Agaricomycetes, divisionen basidiesvampar och riket svampar. Inga underarter finns listade i Catalogue of Life.